# Denstetija
Denstetija (lat. Dennstaedtia), rod su trajnica, papratnjača iz porodice Dennstaedtiaceae, koja čini dio reda osladolike. Postoji znatan broj vrsta (55) raširenih po Aziji (od Pakistana i Indije do Ruskog dalekog istoka, Sjevernoj i Južnoj Americi, Australaziji, nekim otocima Pacifika i Madagaskaru.
Tipična je vrsta D. flaccida koja raste na Samoi, Fidžiju i Vanuatuu.

## Vrste
1. Dennstaedtia aculeata N.T.L.Pena, Zuquim & Schwartsb.
2. Dennstaedtia ampla (Baker) Bedd.
3. Dennstaedtia anthriscifolia (Bory) T. Moore
4. Dennstaedtia antillensis (Jenman) C. Chr.
5. Dennstaedtia arborescens (Willd.) E. Ekman ex Maxon
6. Dennstaedtia arcuata Maxon
7. Dennstaedtia articulata Copel.
8. Dennstaedtia auriculata Navarr. & B. Øllg.
9. Dennstaedtia axilaris A. Rojas
10. Dennstaedtia canaliculata Alderw.
11. Dennstaedtia cicutaria (Sw.) T. Moore
12. Dennstaedtia cornuta (Kaulf.) Mett.
13. Dennstaedtia davallioides (R. Br.) T. Moore
14. Dennstaedtia dennstaedtioides (Copel.) Copel.
15. Dennstaedtia dissecta (Sw.) T. Moore
16. Dennstaedtia distenta (Kunze) T. Moore
17. Dennstaedtia elmeri Copel.
18. Dennstaedtia flaccida (G. Forst.) Bernh.
19. Dennstaedtia fusca Copel.
20. Dennstaedtia glabrata (Ces.) C. Chr.
21. Dennstaedtia glauca (Cav.) C. Chr. apud Looser
22. Dennstaedtia hooveri Christ
23. Dennstaedtia inermis (Baker) Brownlie
24. Dennstaedtia macgregori Copel.
25. Dennstaedtia macrosora Navarr. & B. Øllg.
26. Dennstaedtia madagascariensis (Kunze) Tardieu
27. Dennstaedtia magnifica Copel.
28. Dennstaedtia mathewsii (Hook.) C. Chr.
29. Dennstaedtia maxima (E.Fourn.) L.A.Triana & Sundue
30. Dennstaedtia merrillii Copel.
31. Dennstaedtia novae-zelandiae (Colenso) Keyserl.
32. Dennstaedtia novoguineensis (Rosenst.) Alston
33. Dennstaedtia obtusifolia (Willd.) T. Moore
34. Dennstaedtia parksii Copel. ex Morton
35. Dennstaedtia paucirrhiza Navarr. & B. Øllg.
36. Dennstaedtia penicillifera Alderw.
37. Dennstaedtia philippinensis Copel.
38. Dennstaedtia producta Mett.
39. Dennstaedtia rectangularis A. Rojas
40. Dennstaedtia remota (Christ) Diels
41. Dennstaedtia resinifera (Blume) Mett. ex Kuhn
42. Dennstaedtia riparia A. Rojas
43. Dennstaedtia rufidula C. Chr.
44. Dennstaedtia samoensis (Brack.) T. Moore
45. Dennstaedtia scandens (Blume) T. Moore
46. Dennstaedtia shawii Copel.
47. Dennstaedtia spinosa Mickel
48. Dennstaedtia sprucei T. Moore
49. Dennstaedtia sumatrana Alderw.
50. Dennstaedtia terminalis Alderw.
51. Dennstaedtia tryoniana Navarr. & B. Øllg.
52. Dennstaedtia vagans (Baker) Diels
53. Dennstaedtia werckleana (Christ) Navarr. & B. Øllg.
54. Dennstaedtia wercklei (Christ) R. M. Tryon
55. Dennstaedtia williamsii Copel.